# The Vision Bleak
The Vision Bleak sono un gruppo musicale tedesco di genere gothic metal (anche se loro dichiarano di suonare horror metal, caratterizzato da atmosfere più cupe rispetto al classico gothic) formato nel 2000 da Ulf Theodor Schwadorf (membro degli Empyrium) e Allen B. Konstanz (ex membro dei Nox Mortis).

## Formazione
- Ulf Theodor Schwadorf (Markus Stock) – chitarra, basso, tastiere
- Allen B. Konstanz (Tobias Schönemann) – voce, batteria, tastiere

### The Shadow Philharmonics
- Friedemann Wetzel – primo violino
- Dietlind Mayer – secondo violino, viola
- Uwe Schanchner – violoncello, contrabbasso
- Thomas Helm – tenore

## Discografia

### Album in studio
- 2004 – The Deathship Has a New Captain
- 2005 – Carpathia - A Dramatic Poem
- 2007 – The Wolves Go Hunt Their Prey
- 2010 – Set Sail to Mystery
- 2013 – Witching Hour
- 2016 – The Unknown

#### Demo
- 2002 – Songs of Good Taste

### Singoli
- 2003 – The Vision Bleak
- 2005 – Carpathia
- 2007 – Club Single